# Overdrive (Post Malone)
Overdrive è un singolo di Post Malone, pubblicato il 14 luglio 2023 come terzo estratto dal quinto album in studio Austin.

## Descrizione
Il brano musicale ha un testo intimistico, in cui viene narrata una relazione sentimentale. Overdrive ha uno stile hip-hop, nella parte iniziale, per poi passare a una melodia più tranquilla in cui il pianoforte e la chitarra hanno la prevalenza.

## Tracce
Testi e musiche di Post Malone, Louis Bell, Andrew Watt e Billy Walsh.
1. Overdrive – 2:27

## Classifiche
| Classifica (2023) | Posizione massima |
| ----------------- | ----------------- |
| Canada            | 44                |
| Estonia           | 10                |
| Irlanda           | 47                |
| Islanda           | 31                |
| Norvegia          | 27                |
| Regno Unito       | 45                |
| Stati Uniti       | 47                |
| Svezia            | 50                |